# Cochleanthes
Genre
Classification phylogénétique
Cochleanthes est un genre de la famille des Orchidaceae.

## Étymologie
Le nom de Clowesia vient du grec cochlos (coquillage) et anthos (fleur).

## Répartition
Amérique tropicale.

## Liste partielle d'espèces
- Cochleanthes amazonica
- Cochleanthes aromatica
- Cochleanthes candida
- Cochleanthes discolor
- Cochleanthes flabelliformis
- Cochleanthes guianensis
- Cochleanthes ionoleuca
- Cochleanthes lobata
- Cochleanthes lueddemanniana
- Cochleanthes marginata
- Cochleanthes palatina
- Cochleanthes trinitatis
- Cochleanthes wailesiana